# Cyprus op het Eurovisiesongfestival 1982
Cyprus nam deel aan het Eurovisiesongfestival 1982 in Harrogate, Verenigd Koninkrijk. Het was de 2de deelname van het land op het Eurovisiesongfestival. De CyBC was verantwoordelijk voor de Cypriotische bijdrage voor de editie van 1982.

## Selectieprocedure
Net zoals vorig jaar, koos men ervoor om de kandidaat van Cyprus te kiezen via een interne selectie

## In Harrogate
In Dublin trad Cyprus als 8ste van achttien landen aan, na Zwitserland en voor Zweden. Het land behaalde een 5de plaats, met 85 punten. Men ontving 2 maal het maximum van de punten.
België had 3 punten over voor het lied, Nederland gaf 12 punten.

### Gekregen punten

#### Finale
| 12 punten                             | 10 punten   | 8 punten                       | 7 punten          | 6 punten    |
| ------------------------------------- | ----------- | ------------------------------ | ----------------- | ----------- |
| - Nederland - Noorwegen               |             | - Finland - Zwitserland        | - Israël - Spanje | - Duitsland |
| 5 punten                              | 4 punten    | 3 punten                       | 2 punten          | 1 punt      |
| - Joegoslavië - Oostenrijk - Portugal | - Luxemburg | - België - Verenigd Koninkrijk |                   |             |

### Punten gegeven door Cyprus

#### Finale
Punten gegeven in de finale:
| 12 punten | Duitsland           |
| 10 punten | Spanje              |
| 8 punten  | België              |
| 7 punten  | Oostenrijk          |
| 6 punten  | Zwitserland         |
| 5 punten  | Ierland             |
| 4 punten  | Noorwegen           |
| 3 punten  | Verenigd Koninkrijk |
| 2 punten  | Israël              |
| 1 punt    | Joegoslavië         |

1981 · 1982 · 1983 · 1984 · 1985 · 1986 · 1987 · 1988 · 1989 · 1990 · 1991 · 1992 · 1993 · 1994 · 1995 · 1996 · 1997 · 1998 · 1999 · 2000 · 2001 · 2002 · 2003 · 2004 · 2005 · 2006 · 2007 · 2008 · 2009 · 2010 · 2011 · 2012 · 2013 · 2014 · 2015 · 2016 · 2017 · 2018 · 2019 · 2020 · 2021 · 2022 · 2023 · 2024 · 2025